# Himerta infuscata
Himerta infuscata är en stekelart som beskrevs av Leblanc 1989. Himerta infuscata ingår i släktet Himerta och familjen brokparasitsteklar. Inga underarter finns listade i Catalogue of Life.